# Сулейман Шах
Сулейман Шах — (тур. Süleyman Şah) - Süleyman bin Kaya Alp; (1178 – 1236) — вождь огузького племені кайи, син родоначальника династії його вождів Кийа Алпа.  батько Ертогрула та дід Османа I, засновника османської династії.

## Біографія

### Загибель та поховання
Загинув 1236 року внаслідок нещасного випадку — втопився у Євфраті. Похований неподалік від місця загибелі в мавзолеї, відомому як «Гробниця Тюрка» (тур. Türk Mezarı), який вважається святим. В наш час[коли?] гробниця Сулейман Шаха знаходиться на території Сирії, але за договором 1923 року Туреччина отримала право встановити на гробниці свій прапор і виставити там почесну варту.